# Powrót (film 2003)
Powrót (ros. Возвращение, Wozwraszczenije, Vozvrashcheniye) – rosyjski dramat obyczajowy z 2003 roku w reżyserii debiutanta Andrieja Zwiagincewa. Obraz zdobył nagrodę główną Złotego Lwa na 60. MFF w Wenecji.

## Fabuła
Film przedstawia historię dwóch nastoletnich braci, mieszkających z matką i babką w bliżej nieokreślonym miejscu w Rosji. Pewnego dnia niespodziewanie do domu wraca po kilkunastoletniej nieobecności ojciec chłopców (Konstantin Ławronienko). Następnego dnia zabiera rodzeństwo na tajemniczą wyprawę na opuszczoną wyspę, na której chce dać synom szkołę życia. Starszy z braci, Andriej (Władimir Garin), bez sprzeciwu wykonuje wszystkie polecenia swojego ojca. Młodszy Iwan (Iwan Dobronrawow) zaczyna się buntować przeciw apodyktycznemu zachowaniu taty. Narasta konflikt, który prowadzi do tragedii.

## Obsada
- Konstantin Ławronienko – ojciec
- Natalja Wdowina – matka
- Władimir Garin – starszy brat Andriej
- Iwan Dobronrawow – młodszy brat Iwan
- Galina Pietrowa – babcia

## Recepcja
Film zachwycił publiczność i recenzentów na MFF w Wenecji przede wszystkim prostotą. Poza trójką głównych bohaterów pozostałe postaci pojawiają się epizodycznie. Docenione zostały też zdjęcia Michaiła Kriczmana ukazujące bezludne, dzikie krajobrazy i współgrająca z obrazem muzyka. W filmie często pojawia się symbolika religijna. Klimat filmu Zwiagincewa porównywany jest do filmów Andrieja Tarkowskiego.

## Ciekawostki
- Władimir Garin, aktor grający Andrieja utonął w jeziorze niedaleko miejsca kręcenia filmu, na dzień przed światową premierą filmu.

- Zdjęcia kręcono w okolicach jeziora Ładoga (Prioziersk, Piatireczje, Sosnowo) i nad Zatoką Fińską (Wyborg, Zielenogorsk)[1].

## Nagrody i nominacje
- 60. MFF w Wenecji (2003)
  - Złoty Lew
  - Nagroda im. Luigiego De Laurentiisa za najlepszy debiut reżyserski
- Europejska Nagroda Filmowa (2003)
  - Odkrycie roku
- Złoty Glob (2004)
  - Nominacja za najlepszy film nieanglojęzyczny
- Cezar (2004)
  - Nominacja za najlepszy film zagraniczny

W 2003 został wyselekcjonowany jako oficjalny rosyjski kandydat do nagrody Amerykańskiej Akademii Filmowej w kategorii najlepszy film nieanglojęzyczny, ale nie uzyskał nominacji.